# Marit Dekker
Marit Dekker (15 december 1989) is een Nederlands voormalig langebaanschaatser die gespecialiseerd is op de sprintafstanden en 1500 meter. Ze schaatste onder andere voor het iSkate Development Team en eerder schaatste voor de 1nP-schaatsploeg (seizoen 2010-2011).

## Biografie
Voordat Marit bij 1nP schaatste was zij onderdeel van de Regiotop van de KNSB. Daar werd ze gecoacht door respectievelijk Peter Bos en Jildou Gemser. Ze studeert commerciële sporteconomie aan de Johan Cruyff University.
Dekker deed voor Nederland mee aan het WK junioren in Zakopane op de 500 en 1500m. Ze eindigde daar op een 4e en 11e plek. Haar debuut bij de senioren was tijdens het NK afstanden 2009, waar ze aan de 500, 1000 en 1500 mee deed en een 21e, 12e en 14e plek behaalde. Later in dat seizoen werd ze 20e bij haar debuut op het NK allround.
Het seizoen daarop verbeterde ze zich op het NK afstanden door de 19e plaats te behalen op de kortste afstand. Ze eindigde haar 1000 op de 20e plaats. De dag daarop moest zij zich afmelden wegens ziekte voor de 1500m. Mede door haar ziekte wist ze zich ook niet te plaatsen voor het NK sprint.

## Persoonlijke records
| Afstand    | Tijd    | Datum            | Baan       |
| ---------- | ------- | ---------------- | ---------- |
| 500 meter  | 39,37   | 10 november 2012 | Heerenveen |
| 1000 meter | 1.18,18 | 6 november 2010  | Heerenveen |
| 1500 meter | 2.02,31 | 7 november 2010  | Heerenveen |
| 3000 meter | 4.27,06 | 27 december 2008 | Heerenveen |
| 5000 meter | 8.07,83 | 13 februari 2011 | Groningen  |

## Resultaten
| Jaar | NK Afstanden                 | NK Sprint                | NK Allround            | WK Junioren       |
| ---- | ---------------------------- | ------------------------ | ---------------------- | ----------------- |
| 2009 | 23e 500m 12e 1000m 14e 1500m | 10e (14e, 17e, 11e, 12e) | NC20 (8e, 22e, 20e, -) | 4e 500m 11e 1500m |
| 2010 | 19e 500m 20e 1000m           |                          |                        |                   |
| 2011 | 13e 500m 9e 1000m 14e 1500m  | 14e (11e, 15e, 13e, 15e) |                        |                   |
| 2012 | 10e 500m                     | 17e (12e, 17e, 17e, 19e) |                        |                   |
| 2013 | 11e 500m 14e 1000m 16e 1500m | 9e (11e, 9e, 8e, 11e)    |                        |                   |